# Tripedalia cystophora
Tripedalia cystophora är en nässeldjursart som beskrevs av Conant 1897. Tripedalia cystophora ingår i släktet Tripedalia och familjen Carybdeidae. Inga underarter finns listade i Catalogue of Life.